# Patrick F. Gill

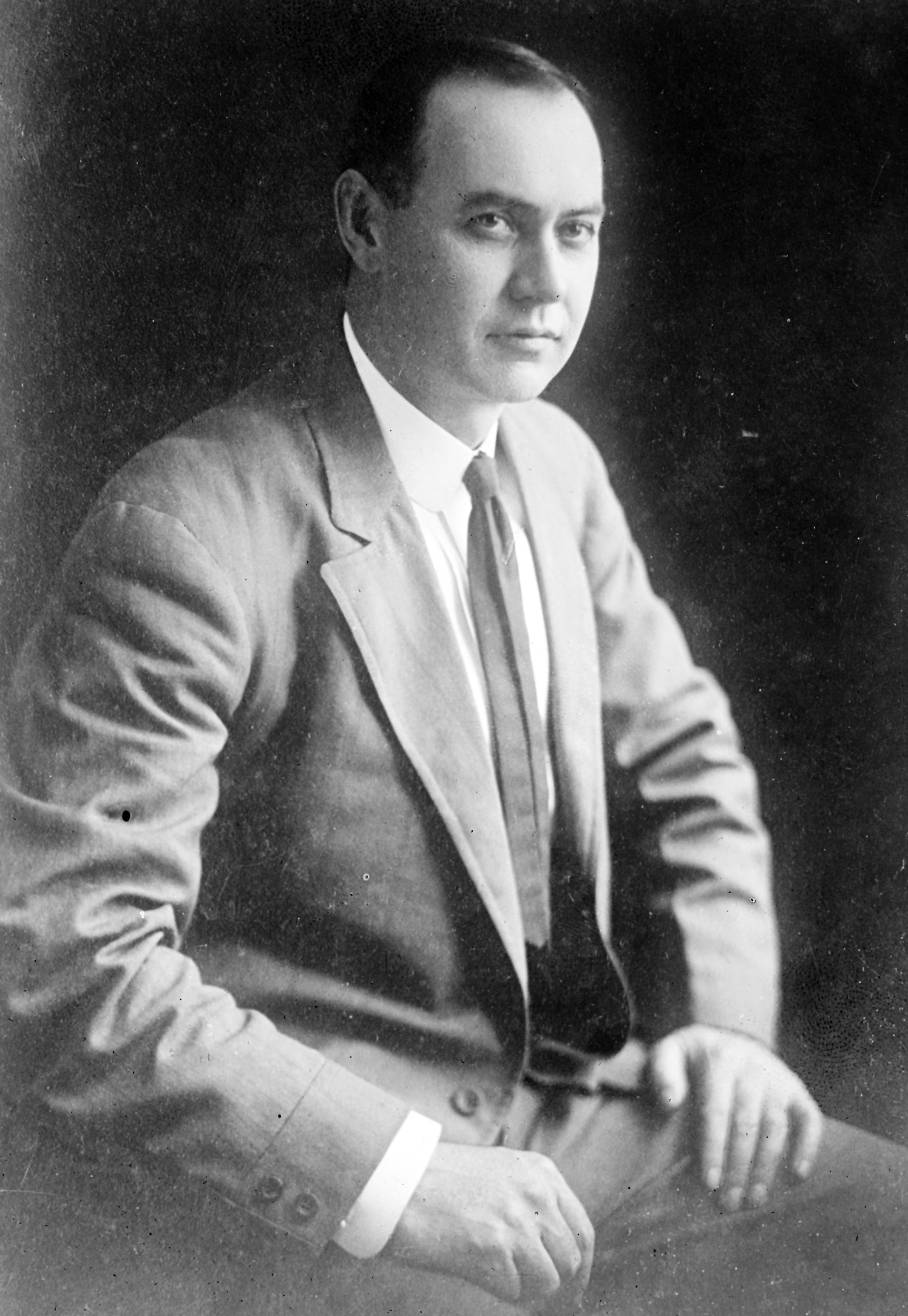
Patrick F. Gill

Patrick Francis Gill (* 16. August 1868 in Independence, Missouri; † 21. Mai 1923 in St. Louis, Missouri) war ein US-amerikanischer Politiker. Zwischen 1909 und 1913 vertrat er zwei Mal den Bundesstaat Missouri im US-Repräsentantenhaus.

## Werdegang
Patrick Gill besuchte die öffentlichen Schulen in St. Louis, wohin er im Jahr 1871 mit seiner verwitweten Mutter gezogen war. Anschließend studierte er bis 1890 an der Saint Louis University. Danach arbeitete er im Einzelhandel. Zwischen 1904 und 1908 war Gill Gerichtsdiener in St. Louis. Gleichzeitig begann er als Mitglied der Demokratischen Partei eine politische Laufbahn. Im Jahr 1906 kandidierte er erfolglos für das Amt des dortigen Polizeichefs.
Bei den Kongresswahlen des Jahres 1908 wurde Gill im elften Wahlbezirk von Missouri in das US-Repräsentantenhaus in Washington, D.C. gewählt, wo er am 4. März 1909 die Nachfolge von Henry S. Caulfield antrat. Da er im Jahr 1910 dem Republikaner Theron Ephron Catlin unterlag, konnte er bis zum 3. März 1911 nur eine Legislaturperiode im Kongress absolvieren. Gill legte aber gegen den Wahlausgang Einspruch ein. Nachdem diesem stattgegeben worden war, konnte er am 12. August 1912 Catlin wieder ablösen und bis zum 3. März 1913 die angebrochene Legislaturperiode im Kongress beenden.
Im Jahr 1912 wurde Gill von seiner Partei nicht mehr zur Wiederwahl nominiert. Zwischen 1918 und 1922 war er als Mediator für das US-Arbeitsministerium tätig. Er starb am 21. Mai 1923 in St. Louis.